# Manuel Carvajal Sinisterra
Manuel Carvajal Sinisterra (Cali, 20 de enero de 1916-Cali, 30 de agosto de 1971) fue un empresario, político y filántropo colombiano, miembro del Partido Conservador Colombiano.
Carvajal tuvo una larga trayectoria empresarial y social en su región y a nivel nacionalː fue impulsor de la Universidad del Valle, el Hotel Continental, de la Andi en los años 40, ministro de comercio, fomento y minas de Laureano Gómez e impulsor de Ecopetrol en los años 50, y de Fedesarrollo en los años 60, la Corporación Regional del Valle, así como promotor de iniciativas sociales como los Juegos Panamericanos de Cali (que no llegó a ver). 
A finales de los años 60, Carvajal fue ministro de comunicaciones de Carlos Lleras Restrepo como cuota del conservadurismo durante el Frente Nacional. Carvajal es considerado el pionero de la responsabilidad social empresarial en Colombia a través de la Fundación Carvajal.

## Familia

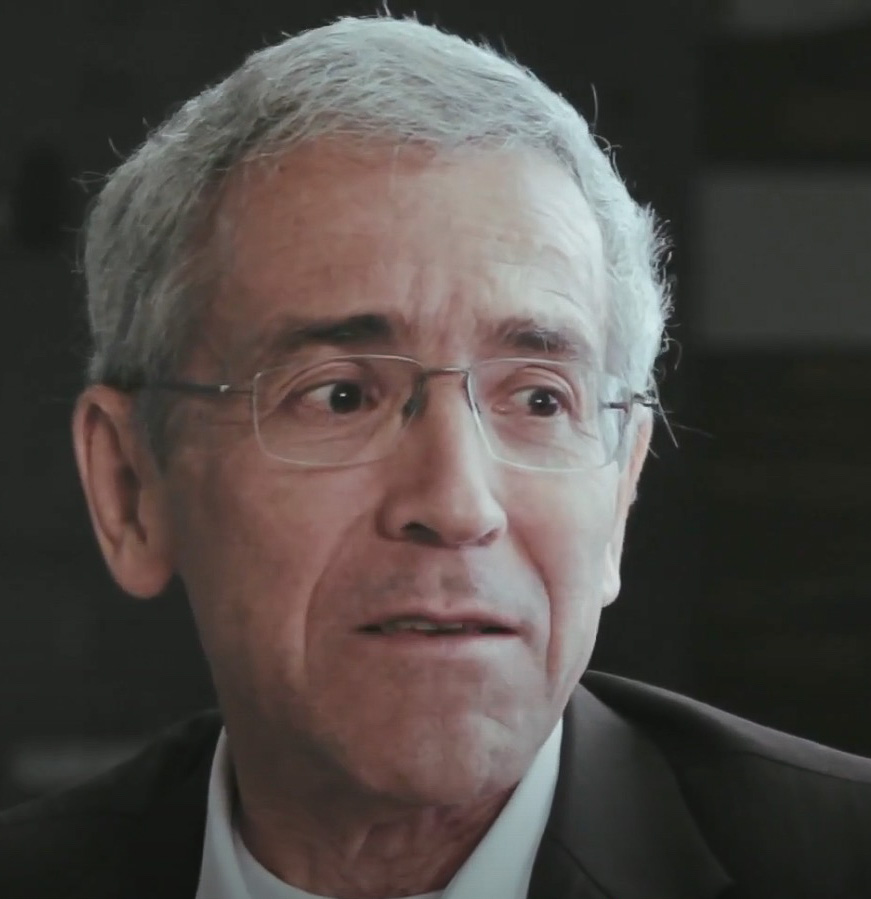
Francisco de Roux, S.J., sobrino de Manuel.

Manuel Carvajal es miembro de la aristocracia local del Valle del Cauca, siendo hijo del empresario Hernando Carvajal Borrero y de su esposa Eugenia Sinisterra Velasco, siendo sus hermanos Martha, Jaime, Alfonso, Alfredo, Jorge, Lucía y Guillermo Carvajal Sinisterra.
Su padre era hijo del empresario Hernando Carvajal Borrero, fundador de la empresa Carvajal & Cía, fuente de riqueza de la familia. Carvajal estaba casado con una sobrina del prócer de la independencia de Colombia, Eusebio Borrero Costa. Otros miembros ilustres de la prole de Eusebio Borrero eran María Mercedes Cabal (prima de la esposa de Hernando) quien estuvo casada con el expresidente Manuel María Mallarino, así como Sixta Pontón Piedrahíta, sobrina de una de las cuñadas de Eusebio; e Ignacio Rengifo Borrero. 
Uno de los nietos de Ignacio es el sacerdote católico y activista Francisco de Roux, actual presidente de la Comisión de la Verdad, quien a su vez es sobrino materno de Manuel, ya que el padre de Francisco es cuñado de Manuel.